# Hobart International 2025
L'Hobart International 2025 è stato un torneo di tennis giocato sul cemento. È stata la 30ª edizione del torneo facente parte della categoria WTA 250 nell'ambito del WTA Tour 2025. Si è giocato all'Hobart International Tennis Centre di Hobart, in Australia, dal 6 all'11 gennaio 2025.

## Partecipanti singolare

### Teste di serie
| Nazionalità   | Giocatrice         | Ranking* | Testa di serie |
| ------------- | ------------------ | -------- | -------------- |
| Ucraina       | Dajana Jastrems'ka | 33       | 1              |
| Belgio        | Elise Mertens      | 34       | 2              |
| Stati Uniti   | Amanda Anisimova   | 36       | 3              |
| Polonia       | Magda Linette      | 38       | 4              |
| Nuova Zelanda | Lulu Sun           | 40       | 5              |
| Armenia       | Èlina Avanesyan    | 43       | 6              |
| Slovacchia    | Rebecca Šramková   | 46       | 7              |
| Cina          | Yuan Yue           | 49       | 8              |

* Ranking al 30 dicembre 2024.

### Altre partecipanti
Le seguenti giocatrici hanno ricevuto una Wild card per il tabellone principale:
- Maya Joint
- Sofia Kenin
- Daria Saville
- Sloane Stephens

Le seguenti giocatrici sono passate dalle qualificazioni:

- Anna Bondár
- María Carlé
- Ann Li
- Greet Minnen
- Nuria Párrizas Díaz
- Wang Xiyu

Le seguenti giocatrici sono entrate in tabellone come lucky loser:
- Lucia Bronzetti
- Renata Zarazúa

### Ritiri
Prima del torneo
- Anhelina Kalinina → sostituita da  Renata Zarazúa
- Clara Tauson → sostituita da  Lucia Bronzetti

## Partecipanti doppio

### Teste di serie
| Nazione     | Giocatore         | Nazione       | Giocatore       | Rank* | Testa di serie |
| ----------- | ----------------- | ------------- | --------------- | ----- | -------------- |
| Slovacchia  | Tereza Mihalíková | Regno Unito   | Olivia Nicholls | 80    | 1              |
| Norvegia    | Ulrikke Eikeri    | Giappone      | Makoto Ninomiya | 89    | 2              |
| Stati Uniti | Sofia Kenin       | Polonia       | Magda Linette   | 98    | 3              |
| Cina        | Jiang Xinyu       | Taipei cinese | Wu Fang-hsien   | 98    | 4              |

* Ranking al 30 dicembre 2024.

### Altri partecipanti
Le seguinti coppie hanno ricevuto una wildcard per il tabellone principale:
- Alexandra Bozovic /  Kaylah McPhee
- Talia Gibson /  Maya Joint

## Campionesse

### Singolare
McCartney Kessler ha sconfitto in finale  Elise Mertens con il punteggio di 6-4, 3-6, 6-0.

### Doppio
Jiang Xinyu /  Wu Fang-hsien hanno sconfitto in finale  Monica Niculescu /  Fanny Stollár con il punteggio di 6-1, 7-6(6).